# La Française des Jeux (wielerploeg)/2000
Deze pagina geeft een overzicht van de wielerploeg Française des Jeux in 2000.
| Naam                 | Geboortedatum | Nationaliteit | Ploeg 1999              |
| -------------------- | ------------- | ------------- | ----------------------- |
| Thomas Bodo          | 07-10-1980    | Frankrijk     |                         |
| Sandy Casar          | 02-02-1979    | Frankrijk     |                         |
| Jimmy Casper         | 28-05-1978    | Frankrijk     |                         |
| Patrick D'Hont       | 18-11-1975    | België        |                         |
| Nicolas Fritsch      | 19-12-1978    | Frankrijk     | Saint-Quentin-Oktos-MBK |
| Frédéric Guesdon     | 14-10-1971    | Frankrijk     |                         |
| Fabrizio Guidi       | 13-04-1972    | Italië        | Polti                   |
| Grzegorz Gwiazdowski | 03-11-1974    | Polen         | Cofidis                 |
| Stéphane Heulot      | 20-09-1971    | Frankrijk     |                         |
| Frank Høj            | 04-01-1973    | Denemarken    | US Postal               |
| Xavier Jan           | 02-06-1970    | Frankrijk     |                         |
| Christophe Kern      | 18-01-1981    | Frankrijk     |                         |
| Yvon Ledanois        | 05-07-1969    | Frankrijk     |                         |
| Régis Lhuiller       | 28-05-1980    | Frankrijk     |                         |
| Emmanuel Magnien     | 07-05-1971    | Frankrijk     |                         |
| Bradley McGee        | 24-02-1976    | Australië     |                         |
| Christophe Mengin    | 03-09-1968    | Frankrijk     |                         |
| Lars Michaelsen      | 13-03-1969    | Denemarken    |                         |
| Sven Montgomery      | 10-05-1976    | Zwitserland   | Post Swiss Team         |
| Jean-Patrick Nazon   | 18-01-1977    | Frankrijk     |                         |
| Franck Perque        | 30-11-1974    | Frankrijk     |                         |
| Cyril Saugrain       | 22-06-1973    | Frankrijk     |                         |
| Daniel Schnider      | 20-11-1973    | Zwitserland   | Post Swiss Team         |
| Jean Michel Tessier  | 22-12-1977    | Frankrijk     |                         |
| Nicolas Vogondy      | 08-08-1977    | Frankrijk     |                         |

## Overwinningen
| GP d'Ouverture La Marseillaise Winnaar: Frédéric Guesdon Ster van Bessèges 2e etappe: Jean-Patrick Nazon 4e etappe: Jean-Patrick Nazon GP Fayt-le-Franc Winnaar: Frank Høj Vierdaagse van Duinkerke 3e etappe: Jean-Patrick Nazon | Ronde van Picardië 3e etappe a: Jean-Patrick Nazon Ronde van Italië 16e etappe: Fabrizio Guidi Dauphiné Libéré 1e etappe: Frédéric Guesdon Memorial Rik Van Steenbergen Winnaar: Lars Michaelsen Ronde van Denemarken 2e etappe: Lars Michaelsen | Ronde van de Ain 1e etappe a: Jean-Michel Tessier Ronde van Nederland 1e etappe: Fabrizio Guidi Brussel-Izegem Winnaar: Fabrizio Guidi Ronde van Lucca 1e etappe: Frédéric Guesdon 4e etappe: Fabrizio Guidi Herald Sun Tour 1e etappe: Bradley McGee |

## Teams

### Ronde van Polen
4 september–10 september
- [49.] Christophe Mengin
- [50.] Stéphane Heulot
- [51.] Nicolas Fritsch
- [52.] Grzegorz Gwiazdowski
- [53.] Emmanuel Magnien
- [54.] Daniel Schnider
- [55.] Cyril Saugrain
- [56.] Xavier Jan

Mannen: 1997 · 1998 · 1999 · 2000 · 2001 · 2002 · 2003 · 2004 · 2005 · 2006 · 2007 · 2008 · 2009 · 2010 · 2011 · 2012 · 2013 · 2014 · 2015 · 2016 · 2017 · 2018 · 2019 · 2020 · 2021 · 2022 · 2023 · 2024 · 2025
Vrouwen: 2021 · 2022 · 2023 · 2024 · 2025